# Pölle 42 (Quedlinburg)

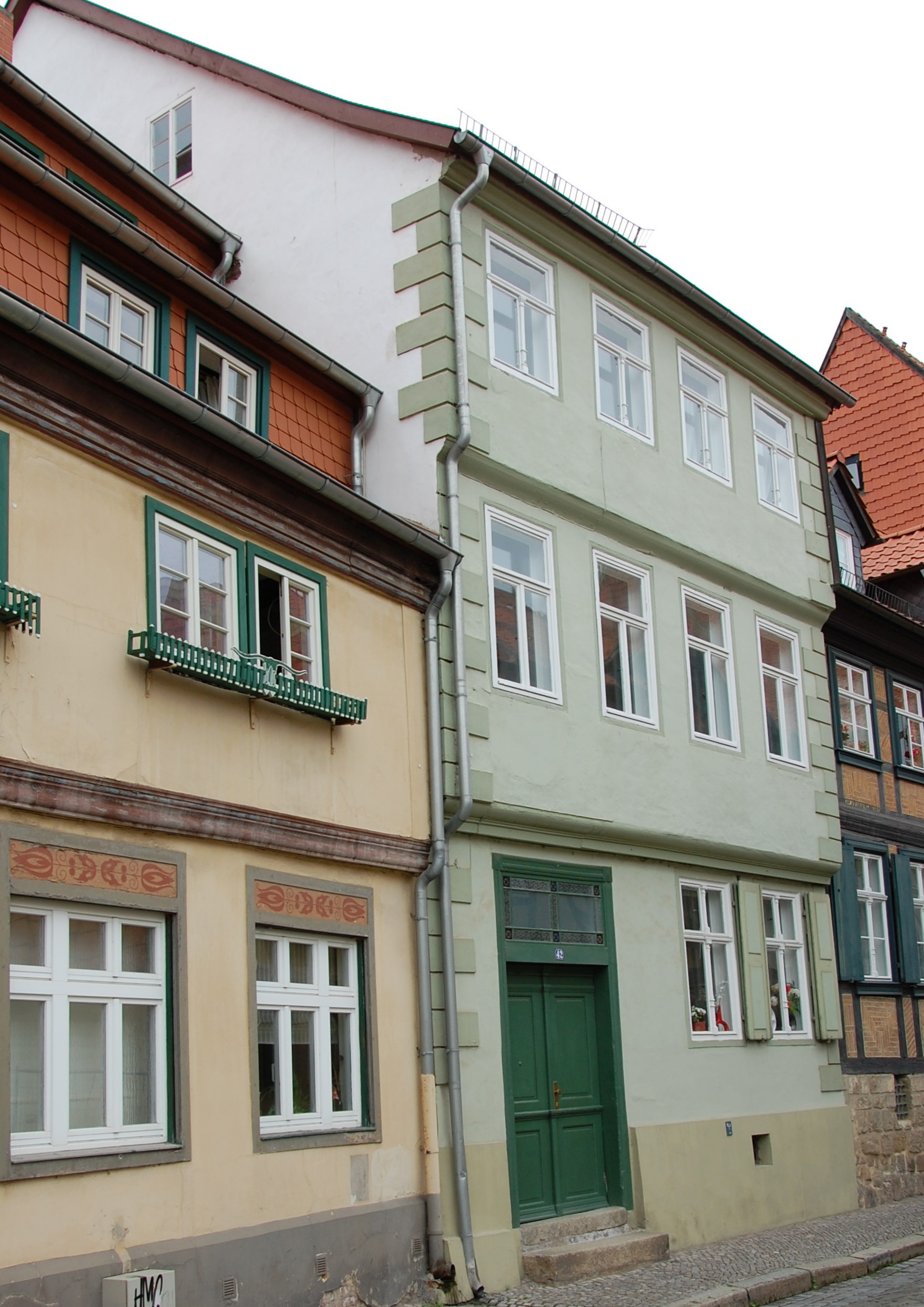
Pölle 42

Das Haus Pölle 42  ist ein denkmalgeschütztes Gebäude in der Stadt Quedlinburg in Sachsen-Anhalt.

## Lage
Es befindet sich im östlichen Teil der historischen Quedlinburger Altstadt und gehört zum UNESCO-Weltkulturerbe. Im Quedlinburger Denkmalverzeichnis ist es als Wohnhaus eingetragen. Westlich grenzt das gleichfalls denkmalgeschützte Haus Pölle 43 an.

## Architektur und Geschichte
Das dreigeschossige Fachwerkhaus entstand vermutlich im 17. Jahrhundert. Die Fassade des Gebäudes ist im Stil des Spätbarock verputzt. Auf dem Hof des Anwesens befindet sich ein ebenfalls in Fachwerkbauweise errichteter Speicher. Hierbei handelt es sich möglicherweise um einen Ständerbau.